# Fernando Vergara
Fernando Vergara (Santiago del Cile, 29 gennaio 1967) è un allenatore di calcio ed ex calciatore cileno, di ruolo attaccante.

## Palmarès

### Giocatore

#### Competizioni nazionali
- Campionato cileno: 4

Colo-Colo: 1993, 1996, 1997 (Clausura), 1998
- Coppa del Cile: 2

Colo-Colo: 1994, 1996